# Hương Thủy (ca sĩ)
Hương Thủy (sinh ngày 20 tháng 8 năm 1974) là một nữ ca sĩ người Mỹ gốc Việt. Cô nổi tiếng trong cộng đồng Việt kiều với dòng nhạc dân ca, cải lương và nhạc quê hương.

## Thân thế cuộc đời
Cô tên thật là Nguyễn Hương Thủy, sinh ngày 20 tháng 8 năm 1974 tại Cần Thơ. Cô là con gái duy nhất trong gia đình gồm 1 anh và 2 em trai.
Hầu hết thời gian lớn lên của cô là ở huyện Long Hồ, tỉnh Vĩnh Long, với một thời thơ ấu vất vả. Cô từng có thời gian vào sống trong chùa Long Bình Tự (Vĩnh Long), điều đó cũng ảnh hưởng đến sự sùng kính Phật giáo của cô sau này.
Mặc dù vậy, cuộc sống trong chùa không ngăn cản được ước mơ ca hát của cô. Cô từng trốn chùa đi thi và đỗ á khoa vào trường Nghệ thuật Sân khấu 2 (nay là trường Đại học Sân khấu – Điện ảnh Thành phố Hồ Chí Minh). Nhờ tài năng ca múa thiên bẩm nên cô đã phấn đấu vươn lên qua con đường nghệ thuật này.
Sau khi tốt nghiệp, cô từng tham gia nhiều cuộc thi về cải lương, dân ca và đã đạt được nhiều giải thưởng lớn. Đến năm 1995, cô đoạt huy chương vàng cuộc thi cải lương Bông Lúa Vàng với bài vọng cổ Về quê ngoại. Cũng trong năm đó, cô được mời hợp tác trong Đoàn ca múa nhạc Bông Sen dự thi ca múa nhạc toàn quốc và đoạt huy chương bạc. Năm 1998, cô tham gia nhóm hát dân ca Phù Sa (gồm 3 thành viên: Quỳnh Hoa, Hương Thủy, Ngọc Loan). Năm 1999, cô dự thi cuộc thi Tiếng hát dân ca toàn quốc và đoạt giải nhất.
Năm 2003, cô rời nhóm và sang Hoa Kỳ định cư tại miền Nam California. Tại Mỹ, cô được một người quen giới thiệu tham gia và nhanh chóng trở thành một trong những ca sĩ trụ cột của Trung tâm Thúy Nga. Cô xuất hiện lần đầu tiên trong chương trình Paris by Night 72: Tiếng hát từ nhịp tim và sau đó gắn bó với loạt chương trình Paris by Night trong cả thể loại dân ca và hài kịch. Năm 2008, cô tham dự cuộc thi Paris By Night 93: Celebrity Dancing - Khiêu vũ với các ngôi sao và đoạt liền một lúc 2 giải: Huy chương vàng (do Ban giám khảo bình chọn) và Giải tiến bộ (dành cho thí sinh có nhiều cố gắng và tiến bộ nhất).
Cô cũng từng tham gia diễn xuất trong 4 cuốn DVD phim cải lương Gia tài của mẹ 2005, Nửa đời hương phấn 2006, Lá sầu riêng 2007 và Bến đợi 2014, phỏng theo những vở cải lương nổi tiếng trước 1975, do trung tâm Thúy Nga thực hiện và phát hành.

## Các CD album đã phát hành

### Vol. 1:Thương nhớ cậu hai (TNCD 340, 2004)
1. Thương nhớ cậu hai - Hương Thủy
2. Tân cổ: Phương trời xứ lạ - Hương Thủy, Mạnh Quỳnh
3. Hành trình trên đất phù sa - Hương Thủy, Tâm Đoan
4. Tân cổ: Ai khổ vì ai - Hương Thủy
5. Bẽ bàng bướm đậu mù u - Hương Thủy
6. Hồn quê - Hương Thủy
7. Vọng cổ: Lấy chồng xa - Hương Thủy
8. Nhà anh! Nhà em! - Hương Thủy, Quang Lê
9. Nhớ ai buông tiếng thở dài - Hương Thủy
10. Tân cổ: Đàn sáo Hậu Giang - Hương Thủy, Mạnh Quỳnh
11. Hoài niệm cố hương - Hương Thủy
12. Bonus VCD: Thương nhớ cậu hai - Hương Thủy

### Vol. 2:Thương thầm (TNCD 376, 2006)
1. Em về miệt thứ - Hương Thủy
2. Ngẫu hứng ru con - Hương Thủy
3. Vọng cổ: Mẹ vẫn đợi con về - Hương Thủy, Ngọc Đan Thanh
4. Bóng dáng mẹ hiền - Hương Thủy
5. Tân cổ: Ra giêng anh cưới em - Hương Thủy, Châu Thanh
6. Tân cổ: Cưới em - Hương Thủy, Mạnh Quỳnh
7. Thương thầm - Hương Thủy
8. Hoài cổ - Hương Thủy
9. Vọng cổ: Về quê ngoại - Hương Thủy
10. Tân cổ: Con đường mang tên em - Hương Thủy, Mạnh Quỳnh
11. Tân cổ: Qua lối nhỏ - Hương Thủy, Mạnh Quỳnh

### Vol. 3:Lý lẽ trái tim (TNCD 431, 2008)
1. Ngợi ca quê hương em - Hương Thủy
2. Trên dòng sông nhỏ - Hương Thủy
3. Sầu tím thiệp hồng - Hương Thủy, Mai Quốc Huy
4. Nếu hai đứa mình - Hương Thủy
5. Lời cuối cho cuộc tình - Hương Thủy, Thế Sơn
6. Đời không như là mơ - Hương Thủy
7. Tân cổ: Thương quá Việt Nam - Hương Thủy, Châu Thanh
8. Chiều hạ vàng - Hương Thủy
9. Lý lẽ trái tim - Hương Thủy, Duy Trường
10. Về quê cưới em - Hương Thủy, Thế Sơn
11. Mẹ tôi - Hương Thủy
12. Tân cổ: Bạc trắng lửa hồng - Hương Thủy, Mạnh Quỳnh

### Vol. 4:Chuyện người con gái (TNCD 481, 2010)
1. Bến sông chờ - Hương Thủy
2. Chiếc xuồng - Hương Thủy, Quang Lê
3. Chuyện người con gái - Hương Thủy
4. Con đò lỡ hẹn - Hương Thủy
5. Đò dọc - Hương Thủy, Mai Thiên Vân
6. Công ơn cha mẹ - Hương Thủy
7. Tân cổ: Quán gấm đầu làng - Hương Thủy, Thế Sơn
8. Trở lại Bạc Liêu - Hương Thủy
9. Gió về miền xuôi - Hương Thủy
10. Sóc sờ bai Sóc Trăng - Hương Thủy
11. Tâm sự đời tôi - Hương Thủy
12. Lý quạ kêu - Hương Thủy
13. Về quê - Hương Thủy
14. Liên khúc: Mẹ từ bi, Chùa tôi - Hương Thủy, Kỳ Phương Uyên

### Vol. 5:Lời người viễn xứ (2013)
1. Lời người viễn xứ
2. Cơn mê tình ái
3. Áo mới Cà Mau
4. Xác pháo nhà ai
5. Trăng về thôn dã
6. Sao chưa thấy hồi âm
7. Vọng cổ buồn
8. Chiều Tây Đô
9. Bông điên điển
10. Miền Tây quê tôi

### Vol.6:Dòng đời (2017)
1. Dòng Đời (Nguyễn Thu)
2. Tình Đẹp Mùa Chôm Chôm (Vinh Sử) hát với Mạnh Quỳnh
3. Khóc Thầm (Lam Phương)
4. Trên Dòng Sông Buồn (Phố Thu)
5. Về Quê Ngoại (Hàn Châu)
6. Chuyện Tình Không Dĩ vãng (Tâm Anh)
7. Nếu Ai Có Hỏi (Lê Dinh, Anh Bằng) hát với Mạnh Quỳnh
8. Tàu Về Quê Ngoại (Phạm Thế Mỹ)
9. Chỉ Hai Đứa Mình Thôi Nhé (Lê Dinh, Anh Bằng)
10. Vu Lan Nhớ Mẹ (Hoàng Duy)

### Duet CD
CD 399: Liên khúc Lính (hát với Mạnh Quỳnh, Mai Quốc Huy)
1. Vọng Gác Ðêm Sương
2. Ngày Sau Sẽ Ra Sao
3. Giữa Lòng Ðất Mẹ
4. Giã Từ Vũ Khí
5. Thư Cho Vợ Hiền
6. Ngày Vui Qua Mau

CD 399: Liên khúc Chồng Xa (hát với Như Quỳnh, Quang Lê, Tâm Ðoan) 
1. Năm Mười Bảy Tuổi
2. Tình Dại Khờ
3. Bông Ðiên Ðiến
4. Nhớ Em Lý Bông Mai
5. Chim Ða Ða Bay
6. Xa Chồng Xa
7. Sớm Chồng
8. Chuyện Làm Dâu

Hoa bất diệt (hát với Duy Trường, Thu Phương)

## DVD

### The Best of Hương Thủy from Paris by Night(2010)
1. Ngợi ca quê hương em (Thanh Sơn) PBN 94
2. Nào biết nào hay (Quizas) PBN 93
3. Hành trình trên đất phù sa (Thanh Sơn) PBN 73 Hát với Tâm Đoan
4. Hình bóng quê nhà (Tân nhạc: Thanh Sơn, Vọng cổ: Mạnh Quỳnh) PBN 77 Hát với Mạnh Quỳnh
5. Đoản xuân ca (Thanh Sơn) PBN 80
6. Em đi trên cỏ non (Bắc Sơn) PBN 84 Hát với Hà Phương
7. Tình xuân (Vọng cổ: Hoàng Song Việt) PBN 85
8. Hương đồng gió nội (Song Ngọc) PBN 74 Hát với Như Loan, Bảo Hân
9. Thị trấn mù sương - Pleiku (Thanh Sơn) PBN 83
10. Rừng lá thay chưa (Huỳnh Anh) PBN 74 Hát với Mạnh Quỳnh
11. Nắng đẹp miền Nam & Khúc ca ngày mùa (Lam Phương) PBN 88 Hát với Hà Phương
12. Ca dao (Đặng Quang Vinh) PBN 72
13. Khát vọng xưa (Lời Việt: Nguyễn Ngọc Thiện) PBN 75
14. Đêm giao thừa nghe một khúc dân ca (Võ Đông Điền) PBN 76
15. Đoạn cuối cho cuộc tình (Lời Việt: Nguyễn Vũ) PBN 92 Hát với Thế Sơn
16. Em về miệt thứ (Hà Phương) PBN 81
17. Bạc trắng lửa hồng (Tân nhạc: Thy Linh, Vọng cổ: Mạnh Quỳnh) PBN 89 Hát với Mạnh Quỳnh
18. Mẹ vẫn đợi con về (Viễn Châu) PBN 79 Hát với Ngọc Đan Thanh

## Các tiết mục biểu diễn

### Trung tâm Thúy Nga

#### Paris By Night
| STT | Tiết mục | Thể hiện với | Chương trình       | Năm  |
| --- | --- | --- | ------------------ | ---- |
| 1   | Ca Dao (Đặng Quang Vinh) | solo | Paris By Night 72  | 2004 |
| 2   | Hành Trình Trên Đất Phù Sa (Thanh Sơn)                                                                                                  | Tâm Đoan | Paris By Night 73  | 2004 |
| 3   | Tân cổ: Phương Trời Xứ Lạ (Tân nhạc: Lâm Hoàng, Vọng cổ: Mạnh Quỳnh)                                                                    | Mạnh Quỳnh | Paris By Night 73  | 2004 |
| 4   | Rừng Lá Thay Chưa (Huỳnh Anh) | Mạnh Quỳnh | Paris By Night 74  | 2004 |
| 5   | Hương Đồng Gió Nội (Song Ngọc) | Bảo Hân, Như Loan | Paris By Night 74  | 2004 |
| 6   | Khát Vọng Xưa (Lời Việt: Nguyễn Ngọc Thiện)                                                                                             | solo | Paris By Night 75  | 2004 |
| 7   | LK Ghé Bến Sài Gòn (Văn Phụng), Sài Gòn (Y Vân)                                                                                         | Như Quỳnh, Tâm Đoan, Loan Châu, Bảo Hân, Hồ Lệ Thu, Như Loan, Minh Tuyết | Paris By Night 75  | 2004 |
| 8   | Đêm Giao Thừa Nghe Một Khúc Dân Ca (Võ Đông Điền)                                                                                       | solo | Paris By Night 76  | 2005 |
| 9   | Tân cổ: Hình Bóng Quê Nhà (Tân nhạc: Thanh Sơn, Vọng cổ: Mạnh Quỳnh)                                                                    | Mạnh Quỳnh | Paris By Night 77  | 2005 |
| 10  | Vọng cổ: Mẹ Vẫn Đợi Con Về (Viễn Châu)                                                                                                  | Ngọc Đan Thanh | Paris By Night 79  | 2005 |
| 11  | Đoản Xuân Ca (Thanh Sơn) | solo | Paris By Night 80  | 2006 |
| 12  | Em Về Miệt Thứ (Hà Phương) | solo | Paris By Night 81  | 2006 |
| 13  | Hài kịch: Xin Đừng Yêu Tôi (Hữu Lộc) | Chí Tài, Hoài Linh | Paris By Night 82  | 2006 |
| 14  | Thị Trấn Mù Sương (Thanh Sơn) | solo | Paris By Night 83  | 2006 |
| 15  | Sao Em Nỡ Vội Lấy Chồng (Trần Tiến) | Như Quỳnh, Loan Châu, Thanh Trúc, Tú Quyên, Ngọc Liên, Minh Tuyết, Hà Phương | Paris By Night 84  | 2006 |
| 16  | Em Đi Trên Cỏ Non (Bắc Sơn) | Hà Phương | Paris By Night 84  | 2006 |
| 17  | Vọng cổ: Tình Xuân (Hoàng Song Việt) | solo | Paris By Night 85  | 2007 |
| 18  | LK Chiều Xuân & Thì Thầm Mùa Xuân (Ngọc Châu)                                                                                           | Loan Châu, Minh Tuyết, Như Loan, Hồ Lệ Thu, Tâm Đoan, Hà Phương, Thanh Trúc, Bảo Hân, Tú Quyên | Paris By Night 85  | 2007 |
| 19  | Xuân Trong Rừng Thẳm (Trần Anh Mai) | Thế Sơn, Trần Thái Hòa, Tiến Dũng, Tâm Đoan, Ngọc Liên | Paris By Night 85  | 2007 |
| 20  | Đoàn Người Lữ Thứ (Lam Phương) | Thế Sơn, Trần Thái Hòa, Lương Tùng Quang, Dương Triệu Vũ, Trịnh Lam, Huy Tâm, Tâm Đoan, Ngọc Liên, Quỳnh Vi, Hương Giang, Ngọc Loan | Paris By Night 88  | 2007 |
| 21  | Ngày Hạnh Phúc (Lam Phương) | Tâm Đoan, Minh Tuyết, Ngọc Liên | Paris By Night 88  | 2007 |
| 22  | LK Nắng Đẹp Miền Nam (Lam Phương), Khúc Ca Ngày Mùa (Lam Phương)                                                                        | Hà Phương | Paris By Night 88  | 2007 |
| 23  | Tân cổ: Bạc Trắng Lửa Hồng (Tân nhạc: Thy Linh, Vọng cổ: Mạnh Quỳnh)                                                                    | Mạnh Quỳnh | Paris By Night 89  | 2007 |
| 24  | Cô Gái Việt (Hùng Lân) | Loan Châu, Thanh Trúc, Bảo Hân, Như Loan, Hồ Lệ Thu, Hương Giang, Minh Tuyết, Quỳnh Vi, Tâm Đoan, Tú Quyên, Ngọc Liên | Paris By Night 90  | 2007 |
| 25  | Vọng cổ: Thiếu Phụ Nam Xương (Hoàng Song Việt)                                                                                          | Mạnh Quỳnh | Paris By Night 90  | 2007 |
| 26  | Bà Mẹ Quê (Phạm Duy) | Tâm Đoan, Thanh Trúc | Paris By Night 90  | 2007 |
| 27  | Hài kịch: Chung Một Mái Nhà (Nhóm kịch Thúy Nga)                                                                                        | Uyên Chi, Bé Tí, Chí Tài | Paris By Night 91  | 2008 |
| 28  | Trích đoạn Con Đường Cái Quan: Vào Miền Nam (Phạm Duy)                                                                                  | Thế Sơn, Quang Lê, Lưu Việt Hùng, Nguyễn Hoàng Nam | Paris By Night 91  | 2008 |
| 29  | Đoạn Cuối Cho Cuộc Tình (Lời Việt: Nguyên Vũ)                                                                                           | Thế Sơn | Paris By Night 92  | 2008 |
| 30  | Nào Biết Nào Hay | solo | Paris By Night 93  | 2008 |
| 31  | Ngợi Ca Quê Hương Em (Thanh Sơn) | solo | Paris By Night 94  | 2008 |
| 32  | Nếu Chỉ Còn Một Ngày Để Sống (Hoài An)                                                                                                  | Khánh Ly, Khánh Hà, Bằng Kiều, Thế Sơn, Don Hồ, Trần Thái Hòa, Minh Tuyết, Quang Lê, Mai Thiên Vân, Hồ Lệ Thu, Trúc Lam, Trúc Linh, Tú Quyên, Dương Triệu Vũ, Quỳnh Vi, Ngọc Liên, Lương Tùng Quang, Lưu Việt Hùng, Nguyệt Anh, Hương Giang | Paris By Night 95  | 2009 |
| 33  | LK Nhạt Nắng (Y Vân), Biển Nhớ (Trịnh Công Sơn)                                                                                         | Minh Tuyết, Quỳnh Vi, Tú Quyên, Trúc Lam, Trúc Linh, Ngọc Liên, Như Loan, Bảo Hân, Thùy Vân, Hồ Lệ Thu, Thanh Hà, Nguyệt Anh, Lynda Trang Đài | Paris By Night 95  | 2009 |
| 34  | Thương Chị (Nhật Ngân) | Hà Phương | Paris By Night 96  | 2009 |
| 35  | LK Có Nhớ Đêm Nào (Khánh Băng), Xuân Yêu Thương (Lời Việt: Lê Đức Cường), Amor, Amor (Lời Việt: Kỳ Duyên)                               | Mai Tiến Dũng, Nguyễn Cao Kỳ Duyên | Paris By Night 97  | 2009 |
| 36  | Sài Gòn Em Nhớ Ai? (Minh Vy) | Duy Trường | Paris By Night 97  | 2009 |
| 37  | Chuyến Bay Hạnh Phúc (Hoài An) | Lưu Bích, Bảo Hân, Tú Quyên, Thủy Tiên, Nguyệt Anh, Như Quỳnh, Như Loan, Hồ Lệ Thu, Ngọc Anh, Quỳnh Vi, Minh Tuyết | Paris By Night 98  | 2009 |
| 38  | Hài kịch: Trẻ Mãi Không Già (Nguyễn Ngọc Ngạn)                                                                                          | Chí Tài, Bé Tí, Thúy Nga | Paris By Night 98  | 2009 |
| 39  | Lý Quạ Kêu | solo | Paris By Night 98  | 2009 |
| 40  | Tình Ca (Phạm Duy) | Như Quỳnh, Mai Thiên Vân, Ngọc Anh, Nguyệt Anh, Hương Giang, Quỳnh Vi, Hồ Lệ Thu, Thế Sơn, Trần Thái Hòa, Quang Lê, Trịnh Lam | Paris By Night 99  | 2010 |
| 41  | Sóc Sờ Bai Sóc Trăng (Thanh Sơn) | solo | Paris By Night 99  | 2010 |
| 42  | Hài kịch: Thiên Đàn Không Phải Là Đây (Nguyễn Ngọc Ngạn)                                                                                | Chí Tài, Bé Tí, Thúy Nga | Paris By Night 99  | 2010 |
| 43  | LK Mẹ Từ Bi (Chúc Linh, Thích Tử Giang), Chùa Tôi (Chúc Linh)                                                                           | Kỳ Phương Uyên | Paris By Night 100 | 2010 |
| 44  | Hài kịch: Sao Em Nỡ Vội Lấy Tiền (Nguyễn Ngọc Ngạn)                                                                                     | Chí Tài, Bằng Kiều, Thúy Nga | Paris By Night 100 | 2010 |
| 45  | Hài kịch: Nếu Điều Đó Xảy Ra (Nguyễn Ngọc Ngạn)                                                                                         | Quang Lê, Lương Tùng Quang, Minh Tuyết, Như Loan, Mai Thiên Vân | Paris By Night 100 | 2010 |
| 46  | LK Trăng Về Thôn Dã (Hoài An, Huyền Linh), Rước Tình Về Với Quê Hương (Hoàng Thi Thơ)                                                   | Thế Sơn | Paris By Night 101 | 2011 |
| 47  | Rừng Xưa (Lam Phương) | solo | Paris By Night 102 | 2011 |
| 48  | Họp Mặt Lần Cuối (Song Ngọc) | solo | Paris By Night 103 | 2011 |
| 49  | Hài kịch: Môn Đăng Hộ Đối (Nguyễn Ngọc Ngạn)                                                                                            | Chí Tài, Việt Hương, Hoài Tâm | Paris By Night 103 | 2011 |
| 50  | Vọng cổ: Thiêng Liêng Tình Mẹ (Mai Thu Sơn, Viễn Châu)                                                                                  | Hương Lan | Paris By Night 104 | 2011 |
| 51  | Hương Tình Gái Quê (Hồng Xương Long) | solo | Paris By Night 105 | 2012 |
| 52  | Tân cổ: Quán Gấm Đầu Làng (Tân nhạc: Giao Tiên, Vọng cổ: Mạnh Quỳnh)                                                                    | Thế Sơn, Calvin Hiệp | Paris By Night 106 | 2012 |
| 53  | LK Mùa Thu Trong Mưa (Trường Sa), Búp Bê Không Tình Yêu (Lời Việt: Vũ Xuân Hùng)                                                        | Như Quỳnh, Lam Anh, Quỳnh Vi, Diễm Sương, Thanh Hà, Hạ Vy, Mai Thiên Vân, Minh Tuyết, Kỳ Phương Uyên, Hương Giang, Ngọc Anh, Tóc Tiên, Như Loan | Paris By Night 106 | 2012 |
| 54  | LK Phận Nghèo (Lê Mộng Bảo), Chuyện Tình nghèo (Hàn Sinh)                                                                               | Mạnh Quỳnh | Paris By Night 107 | 2013 |
| 55  | Hình Ảnh Người Em Không Đợi (Hoàng Thi Thơ)                                                                                             | solo | Paris By Night 108 | 2013 |
| 56  | Hài kịch: Tấm Cám Vượt Thời Gian (Nguyễn Ngọc Ngạn)                                                                                     | Chí Tài, Hoài Tâm, Thúy Nga, Việt Hương | Paris By Night 109 | 2013 |
| 57  | LK Xin Đừng Trách Đa Đa (Võ Đông Điền), Mưa trên phố Huế (Minh Kỳ, Tôn Nữ Thụy Khương), Em Đi Chùa Hương (Trung Đức, Nguyễn Nhược Pháp) | Kỳ Phương Uyên, Hạ Vy, Ánh Minh, Hương Giang, Minh Tuyết, Mai Thiên Vân, Diễm Sương, Lam Anh, Như Quỳnh, Bảo Hân, Hồ Lệ Thu, Châu Ngọc, Như Loan, Tóc Tiên, Thu Phương | Paris By Night 109 | 2013 |
| 58  | Hát Mãi Bài Tình Ca (Thái Thịnh) | Minh Tuyết, Như Loan, Tóc Tiên, Như Quỳnh, Don Hồ, Mai Thiên Vân, Hạ Vy, Mạnh Quỳnh, Quang Lê, Ngọc Hạ, Trần Thái Hòa, Thế Sơn, Châu Ngọc, Hồ Lệ Thu, Kỳ Phương Uyên, Mai Tiến Dũng, Quỳnh Vi, Trịnh Lam, Lương Tùng Quang, Diễm Sương, Duy Trường, Khánh Lâm, Tommy Ngô, Lynda Trang Đài, Đình Bảo, Ánh Minh, Hương Giang, Anh Tú, Thiên Tôn, Ý Lan, Ngọc Anh, Thu Phương, Giang Tử, Hương Lan, Thái Châu, Quang Dũng, Nguyễn Hưng, Thanh Hà, Lưu Bích, Tuấn Ngọc, Khánh Hà, Dương Triệu Vũ, Lam Anh, Bằng Kiều, Họa Mi, Elvis Phương | Paris By Night 109 | 2013 |
| 59  | Xuân Về Nhớ Tết Năm Nay (Hoài Linh) | Tóc Tiên | Paris By Night 110 | 2014 |
| 60  | Trăng Phương Nam (Anh Hoa) | Hạ Vy | Paris By Night 111 | 2014 |
| 61  | Mùa Đông Thương Nhớ (Hùng Linh) | solo | Paris By Night 112 | 2014 |
| 62  | Ước Nguyện Đầu Xuân (Hoàng Trang) | solo | Paris By Night 113 | 2015 |
| 63  | Lời Cảm Ơn (Ngô Thụy Miên, Hạ Đỏ Chung Bích Phượng)                                                                                     | Ánh Minh, Diễm Sương, Hạ Vy, Minh Tuyết, Kỳ Phương Uyên, Lam Anh, Mai Thiên Vân, Ngọc Anh, Quỳnh Vi, Thanh Hà, Bảo Khánh, Don Hồ, Đình Bảo, Lương Tùng Quang, Mai Tiến Dũng, Ngọc Ngữ, Thiên Tôn, Justin Nguyễn | Paris By Night 114 | 2015 |
| 64  | LK Chiều Lên Bản Thượng (Lê Dinh), Khúc Ca Đồng Tháp (Thu Hồ), Chiều Làng Em (Trúc Phương)                                              | Tâm Đoan | Paris By Night 114 | 2015 |
| 65  | Chuyện Tình Người Trinh Nữ Tên Thi (Hoàng Thi Thơ)                                                                                      | Thái Châu | Paris By Night 115 | 2015 |
| 66  | Hài kịch: Nha Sĩ Phục Hận (Nguyễn Ngọc Ngạn)                                                                                            | Chí Tài, Việt Hương, Hoài Tâm | Paris By Night 115 | 2015 |
| 67  | Nét Đẹp Á Đông (Dương Khắc Linh, Hoàng Huy Long)                                                                                        | Thanh Hà, Như Quỳnh, Hạ Vy, Tâm Đoan, Minh Tuyết, Quỳnh Vi, Hương Giang, Mai Thiên Vân, Lam Anh, Diễm Sương, Ánh Minh | Paris By Night 115 | 2015 |
| 68  | Cánh Hoa Yêu (Hoàng Trọng, Vĩnh Phúc)                                                                                                   | solo | Paris By Night 117 | 2016 |
| 69  | Cùng Một Kiếp Hoa (Võ Đức Phấn) | Minh Tuyết, Như Loan, Lam Anh, Diễm Sương, Hoàng Nhung | Paris By Night 117 | 2016 |
| 70  | Ru Nắng (Trầm Tử Thiêng) | solo | Paris By Night 119 | 2016 |
| 71  | Đưa Em Xuống Thuyền (Hoàng Thi Thơ) | Phi Nhung, Hạ Vy, Tâm Đoan, Minh Tuyết, Nguyễn Hồng Nhung, Mai Thiên Vân, Hoàng Nhung, Châu Ngọc Hà | Paris By Night 119 | 2016 |
| 72  | Thương Nhớ Người Dưng (Nguyễn Nhất Huy)                                                                                                 | Châu Ngọc Hà | Paris By Night 120 | 2016 |
| 73  | Nắng Lên Xóm Nghèo (Phạm Thế Mỹ) | Tâm Đoan | Paris By Night 121 | 2017 |
| 74  | Hài kịch: Chuyện Tình Điêu Thuyền (Nguyễn Ngọc Ngạn)                                                                                    | Chí Tài, Bằng Kiều, Hoài Tâm, Thúy Nga, Diễm Sương, Nguyệt Cát | Paris By Night 121 | 2017 |
| 75  | Trích Đoạn Cải Lương: Duyên Kiếp (Hoàng Song Việt)                                                                                      | Thanh Hằng, Phi Nhung, Kim Tiểu Long | Paris By Night 122 | 2017 |
| 76  | Hài kịch: Nối Lại Duyên Xưa (Nguyễn Ngọc Ngạn)                                                                                          | Chí Tài, Việt Hương, Hoài Tâm, Nguyễn Hồng Nhung | Paris By Night 122 | 2017 |
| 77  | Duyên Phận (Thái Thịnh) | Như Quỳnh, Mai Thiên Vân, Phi Nhung, Hạ Vy, Quỳnh Vi, Lam Anh, Diễm Sương, Hà Thanh Xuân, Hoàng Nhung, Châu Ngọc Hà | Paris By Night 122 | 2017 |
| 78  | Tân Cổ: Hương Tóc Mạ Non (Thanh Sơn, vọng cổ: Hoàng Song Việt)                                                                          | Kim Tiểu Long | Paris By Night 123 | 2017 |
| 79  | Anh Cho Em Mùa Xuân (Nguyễn Hiền, Kim Tuấn)                                                                                             | Hạ Vy, Minh Tuyết, Mai Thiên Vân, Hoàng Nhung, Châu Ngọc Hà, Hà Thanh Xuân, Diễm Sương | Paris By Night 124 | 2018 |
| 80  | Mừng Tuổi Mẹ (Trần Long Ẩn) | solo | Paris By Night 124 | 2018 |
| 81  | Tân cổ: Thầm Kín (Phượng Linh, Tuấn Khanh)                                                                                              | Mạnh Quỳnh | Paris By Night 125 | 2018 |
| 82  | Khúc Tình Ca Hàng Hàng Lớp Lớp (Nguyễn Văn Đông)                                                                                        | Hoàng Oanh, Thanh Tuyền, Giao Linh, Vũ Khanh, Anh Khoa, Ý Lan, Anh Dũng, Don Hồ, Ngọc Anh, Minh Tuyết, Nguyễn Hồng Nhung, Thiên Tôn, Đình Bảo, Mai Thiên Vân, Lam Anh, Trần Thái Hòa, Hạ Vy, Khải Đăng, Hà Thanh Xuân, Châu Ngọc Hà | Paris By Night 125 | 2018 |
| 83  | Hài kịch: Làm Đẹp Cho Đời (Nguyễn Ngọc Ngạn)                                                                                            | Việt Hương, Hoài Tâm, Đan Nguyên | Paris By Night 126 | 2018 |
| 84  | Khúc Hát Mùa Chiêm (Hoàng Trọng, Hồ Đình Phương)                                                                                        | Như Quỳnh | Paris By Night 126 | 2018 |
| 85  | Hương Tình Trà Vinh (Hà Sơn) | solo | Paris By Night 127 | 2018 |
| 86  | Ninh Kiều Là Em (Tiến Luân) | Hạ Vy, Tâm Đoan | Paris By Night 128 | 2019 |
| 87  | Vào Hạ (Lê Hựu Hà) | Kỳ Phương Uyên, Hoàng Nhung, Hà Thanh Xuân, Tâm Đoan, Loan Châu, Như Ý, Hạ Vy, Lam Anh, Trúc Lam, Trúc Linh, Như Loan, Diễm Sương, Băng Tâm, Mai Thiên Vân, Nguyễn Hồng Nhung, Phi Nhung, Quỳnh Vi, Ngọc Anh, Minh Tuyết | Paris By Night 128 | 2019 |
| 88  | Tân cổ: Đà Lạt Hoàng Hôn, Thương Về Miền Đất Lạnh (Minh Kỳ, Dạ Cầm, Mạnh Quỳnh)                                                         | Mạnh Quỳnh | Paris By Night 129 | 2019 |
| 89  | Dáng Lụa Cung Tơ (Đức Trí) | Hoàng Anh Khang, Như Loan, Ngọc Anh, Diễm Sương, Loan Châu, Hoàng Mỹ An, Hoàng Nhung, Như Ý, Châu Ngọc Hà, Băng Tâm, Quỳnh Vi, Minh Tuyết | Paris By Night 129 | 2019 |
| 90  | LK Vùng Lá Me Bay (Anh Việt Thanh), Dấu Chân Kỷ Niệm (Thúc Đăng)                                                                        | Thanh Tuyền, Như Quỳnh, Phi Nhung, Hạ Vy, Mai Thiên Vân | Paris By Night 129 | 2019 |
| 91  | Đừng Là Một Thoáng Mê Say (Tùng Châu, Thái Thịnh)                                                                                       | Như Quỳnh | Paris By Night 130 | 2020 |
| 92  | Nỗi Buồn Con Gái (Nhật Ngân) | Diễm Sương, Như Loan, Hạ Vy, Minh Tuyết, Hà Thanh Xuân, Như Ý, Quỳnh Vi, Băng Tâm, Lam Anh, Hoàng Mỹ An, Ngọc Anh | Paris By Night 130 | 2020 |
| 93  | Mùa Xuân Em Đi Lễ Chùa (Kiều Tấn Minh, thơ: TNT Mạc Giang)                                                                              | solo | Paris By Night 132 | 2022 |
| 94  | Yêu Và Mơ (Văn Phụng) | Châu Ngọc Hà, Tâm Đoan, Lam Anh, Quỳnh Vi, Hoàng Nhung, Băng Tâm, Phương Yến Linh, Như Ý, Ngọc Anh, Hoàng Mỹ An, Diễm Sương | Paris By Night 132 | 2022 |
| 95  | Mời Lên Hái Đóa Hoa Rừng (Hoàng Thi Thơ)                                                                                                | solo | Paris By Night 133 | 2022 |
| 96  | Hình Ảnh Người Em Không Đợi (Hoàng Thi Thơ)                                                                                             | Châu Ngọc Hà, Nguyễn Hồng Nhung, Lam Anh, Quỳnh Vi, Minh Tuyết, Băng Tâm, Phương Yến Linh, Như Loan, Kỳ Phương Uyên, Hoàng Mỹ An, Hạ Vy | Paris By Night 133 | 2022 |
| 97  | Hội Trăng Ngày Mùa (Tùng Châu, Hồng Thiên Phúc)                                                                                         | Như Quỳnh | Paris By Night 134 | 2023 |
| 98  | Cánh Hồng Phai (Dương Khắc Linh, Hoàng Huy Long)                                                                                        | Như Ý, Minh Tuyết, Lam Anh, Hà Thanh Xuân, Ngọc Anh, Băng Tâm, Thanh Hà, Nguyễn Hồng Nhung, Như Loan, Kỳ Phương Uyên, Hoàng Mỹ An | Paris By Night 134 | 2023 |
| 99  | Hơn Một Lời Cảm Ơn (Ngô Minh Tài) | Ngọc Anh, Ý Lan, Tuấn Ngọc, Khánh Hà, Bằng Kiều, Minh Tuyết, Trần Thái Hòa, Lam Anh, Đình Bảo, Kỳ Phương Uyên, Nguyễn Hồng Nhung, Ngọc Hạ, Tuấn Phước, Thiên Tôn, Hương Lan, Hoàng Oanh, Thanh Tuyền, Phương Hồng Quế, Thanh Hà, Quang Dũng, Trường Vũ, Như Quỳnh, Quang Lê, Thái Châu, Họa Mi, Nguyễn Hưng, Băng Tâm, Hoàng Nhung, Hà Thanh Xuân, Trịnh Lam, Phương Yến Linh, Ngọc Ngữ, Châu Ngọc Hà, Tâm Đoan, Mạnh Quỳnh, Phương Loan, Đan Nguyên, Lương Tùng Quang, Như Loan, Hoàng Mỹ An, Như Ý, Lâm Thúy Vân, Myra Trần, Don Hồ  | Paris By Night 134 | 2023 |
| 100 | Trích Đoạn Cải Lương hồ quảng: Tình Người Kiếp Rắn (Ngọc Huyền)                                                                         | Ngọc Huyền | Paris By Night 136 | 2024 |
| 101 | Tình Trong Như Đã (Quốc Dũng) | solo | Paris By Night 137 | 2024 |
| 102 | Ráng Chiều (Thái Uy) | Tâm Đoan | Paris By Night 138 | 2025 |

#### Chương trình Thúy Nga Music Box
| STT | Tiết mục                                                                                     | Thể hiện với                                    | Chương trình           | Năm  |
| --- | -------------------------------------------------------------------------------------------- | ----------------------------------------------- | ---------------------- | ---- |
| 1   | Nhớ Nhau Hoài (Anh Việt Thu, Thiên Hà)                                                       | Tuấn Vũ                                         | Thúy Nga Music Box #15 | 2020 |
| 2   | Trăng Tàn Trên Hè Phố (Phạm Thế Mỹ)                                                          | Solo                                            | Thúy Nga Music Box #15 | 2020 |
| 3   | Dạ Cổ Hoài Lang (Cao Văn Lầu)                                                                | Solo                                            | Thúy Nga Music Box #15 | 2020 |
| 4   | Về Dưới Mái Nhà (Xuân Tiên)                                                                  | Tuấn Vũ, Hạ Vy                                  | Thúy Nga Music Box #15 | 2020 |
| 5   | Xa Vắng (Y Vân)                                                                              | Solo                                            | Thúy Nga Music Box #22 | 2020 |
| 6   | Một Lần Dang Dở (Nhật Ngân)                                                                  | Solo                                            | Thúy Nga Music Box #22 | 2020 |
| 7   | Ngẫu Hứng Lý Qua Cầu (Trần Tiến)                                                             | Solo                                            | Thúy Nga Music Box #22 | 2020 |
| 8   | Vọng cổ "Tình Phụ Tử" (Mạnh Quỳnh)                                                           | Mạnh Quỳnh                                      | Thúy Nga Music Box #22 | 2020 |
| 9   | Đạo Hiếu Sinh (Nguyễn Tâm)                                                                   | Kim Tiểu Long, Ngọc Huyền                       | Thúy Nga Music Box #34 | 2021 |
| 10  | Trích đoạn Hàn Mặc Tử (Viễn Châu)                                                            | Kim Tiểu Long, Ngọc Huyền                       | Thúy Nga Music Box #34 | 2021 |
| 11  | LK Trách Ai Vô Tình (Nhật Ngân), Lý Son Sắc (Lời: Phố Thu), Lý Chiều Chiều (Lời: Ngọc Huyền) | Kim Tiểu Long, Ngọc Huyền                       | Thúy Nga Music Box #34 | 2021 |
| 12  | Trích Đoạn Thanh Xà Bạch Xà (Ngọc Huyền & Nguyễn Tâm)                                        | Kim Tiểu Long, Ngọc Huyền                       | Thúy Nga Music Box #34 | 2021 |
| 13  | Lối Về Xóm Nhỏ (Trịnh Hưng)                                                                  | Lynda Trang Đài, Tâm Đoan                       | Thúy Nga Music Box #39 | 2021 |
| 14  | Khi Đã Yêu (Phượng Linh)                                                                     | Solo                                            | Thúy Nga Music Box #39 | 2021 |
| 15  | Hành Trình Trên Đất Phù Sa (Thanh Sơn)                                                       | Tâm Đoan                                        | Thúy Nga Music Box #39 | 2021 |
| 16  | Trống Cơm (dân ca)                                                                           | Lynda Trang Đài, Tâm Đoan                       | Thúy Nga Music Box #39 | 2021 |
| 17  | 60 Năm Cuộc Đời (Y Vân)                                                                      | Lynda Trang Đài, Tâm Đoan                       | Thúy Nga Music Box #39 | 2021 |
| 18  | Tàu Đêm Năm Cũ (Tân nhạc: Trúc Phương, Vọng cổ: Viễn Châu)                                   | Kim Tiểu Long                                   | Thúy Nga Music Box #55 | 2024 |
| 19  | Trả Lại Thời Gian (Tân nhạc: Thanh Sơn, Vọng cổ: Viễn Châu)                                  | Kim Tiểu Long                                   | Thúy Nga Music Box #55 | 2024 |
| 20  | Một Thoáng Duyên Quê (Tân nhạc: Phố Thu, Vọng cổ: Viễn Châu)                                 | Kim Tiểu Long                                   | Thúy Nga Music Box #55 | 2024 |
| 21  | Trích đoạn: Sầu Vương Ý Nhạc (Viễn Châu)                                                     | Hương Lan, Kim Tiểu Long                        | Thúy Nga Music Box #55 | 2024 |
| 22  | Tình Thắm Duyên Quê (Tân nhạc: Trúc Phương, Vọng cổ: Viễn Châu)                              | Phượng Liên, Hương Lan, Linh Tâm, Kim Tiểu Long | Thúy Nga Music Box #55 | 2024 |

#### Chương trình thu hình khác
| STT | Tiết mục                                                           | Thể hiện với                                                                          | Chương trình                   | Năm  |
| --- | ------------------------------------------------------------------ | ------------------------------------------------------------------------------------- | ------------------------------ | ---- |
| 1   | Chuyện Người Con Gái (Thái Hùng)                                   | solo                                                                                  | Paris By Night Divas           | 2010 |
| 2   | Sao Em Nỡ Vô Tình (Nguyễn Hữu Sáng)                                | solo                                                                                  | Paris By Night 106 VIP Party   | 2013 |
| 3   | Miền Tây Quê Tôi (Cao Minh Thu)                                    | solo                                                                                  | Chuyện Cười Paris By Night     | 2013 |
| 4   | Gặp Nhau Làm Ngơ (Trần Thiện Thanh)                                | solo                                                                                  | Paris By Night 109 VIP Party   | 2013 |
| 5   | Áo Mới Cà Mau (Thanh Sơn)                                          | solo                                                                                  | VSTAR Season 2 - Chung Kết     | 2014 |
| 6   | Công Ơn Cha Mẹ (Minh Ngọc)                                         | Jenny Đan Anh                                                                         | VSTAR Kids 2015 - Chung Kết    | 2015 |
| 7   | Cánh Thiệp Đầu Xuân (Minh Kỳ, Lê Dinh)                             | solo                                                                                  | Hội Ngộ Táo Quân               | 2016 |
| 8   | Hài kịch: Hội Ngộ Táo Quân                                         | Chí Tâm, Ngọc Đáng, Quang Minh, Hồng Đào, Hoài Tâm, Thúy Nga, Calvin Hiệp, Daniel Phú | Hội Ngộ Táo Quân               | 2016 |
| 9   | Bóng Dáng Mẹ Hiền (Hàn Châu)                                       | solo                                                                                  | Divas Live Concert             | 2016 |
| 10  | Ngày Đá Đơm Bông (Nhật Ngân)                                       | Mai Thiên Vân                                                                         | Divas Live Concert             | 2016 |
| 11  | Lý Xuân Quê Hương (Lời mới: Hoàng Song Việt)                       | solo                                                                                  | Gió Mùa Xuân Tới               | 2018 |
| 12  | Những Đồi Hoa Sim (Dzũng Chinh, Hữu Loan)                          | solo                                                                                  | VSTAR Season 5 - Đêm Trao Giải | 2018 |
| 13  | Hài kịch: Lâu Ghê Mới Gặp (Tam Nguyễn)                             | Chí Tài, Hồng Đào, Châu Ngọc Hà                                                       | Xuân Hợp Mặt                   | 2019 |
| 14  | Hành Trình Trên Đất Phù Sa (Thanh Sơn)                             | solo                                                                                  | Hãy Yêu Như Chưa Yêu Lần Nào   | 2021 |
| 15  | Lòng Mẹ (Y Vân)                                                    | Hương Lan, Khánh Hà, Ý Lan, Băng Tâm, Châu Ngọc Hà                                    | Những Giọng Ca Tiếp Nối        | 2021 |
| 16  | Hạ Buồn (Thanh Sơn)                                                | solo                                                                                  | Những Giọng Ca Tiếp Nối        | 2021 |
| 17  | Về Quê Ngoại (Hàn Châu)                                            | solo                                                                                  | Những Giọng Ca Tiếp Nối        | 2021 |
| 18  | LK Người Về (Phạm Duy) & Ngày Tạm Biệt (Lam Phương)                | Hương Lan, Khánh Hà, Ý Lan, Băng Tâm, Châu Ngọc Hà, Ngọc Linh, Tuấn Phước             | Những Giọng Ca Tiếp Nối        | 2021 |
| 19  | Lạy Phật Quan Âm (Hàn Châu)                                        | solo                                                                                  | Con Thương Nhớ Mẹ              | 2022 |
| 20  | Hài kịch: Ghen (Minh Dự)                                           | Hồng Đào, Hoài Tâm, Trang Thanh Lan, Thiện Ngô, Quang Lê                              | Paris By Night Tiếu Vương Hội  | 2023 |
| 21  | LK Đành Quên Sao (Hoàng Thi Thơ) & Chuyện Chúng Mình (Trúc Phương) | Băng Tâm, Hoàng Nhung, Châu Ngọc Hà, Phương Yến Linh                                  | Bolero & Em                    | 2024 |
| 22  | Chuyện Tình Không Dĩ Vãng (Tâm Anh)                                | solo                                                                                  | Bolero & Em                    | 2024 |
| 23  | Hình Bóng Quê Nhà (Thanh Sơn)                                      | solo                                                                                  | Bolero & Em                    | 2024 |

## Hoạt động trong nhiều lĩnh vực

### Cải lương
| Vở Cải Lương       | Vai Diễn   | Thông Tin                                                   |
| ------------------ | ---------- | ----------------------------------------------------------- |
| Gia Tài Của Mẹ     | vai Thương | Trung tâm Thúy Nga phát hành năm 2005; Thể loại Xã Hội      |
| Nửa Đời Hương Phấn | vai Diệu   | Trung tâm Thúy Nga phát hành năm 2006; Thể loại Xã Hội      |
| Lá Sầu Riêng       | vai Nga    | Trung tâm Thúy Nga phát hành năm 2007; Thể loại Xã Hội      |
| Bến Đợi            | vai Trâm   | Trung tâm Thúy Nga phát hành cuối năm 2014; Thể loại Xã Hội |